# 4997 Ksana
A 4997 Ksana (ideiglenes jelöléssel 1986 TM) a Naprendszer kisbolygóövében található aszteroida. Ljudmila Georgijevna Karacskina fedezte fel 1986. október 6-án.